# 比西加 (孔比西里縣)
比西加（Bissiga）為位在布吉納法索中南大區巴澤加省孔比西里縣的村莊。2005年人口普查中該村莊人口有453人。

## 外部連結
- Satellite map at Maplandia.com （页面存档备份，存于）